# Колодруби
Коло́друби — село у Стрийському районі Львівської області. Належить до Миколаївської міської ради. В селі проживає 729 осіб станом на 2024 рік.

## Географія
Село розташоване неподалік від траси Львів-Стрий, на лівому березі Дністра, біля місця, де у нього впадає річка Бистриця.

## Історія
Історія найдавнішого поселення сягає кам'яної доби. За результатами археологічних розкопок території так званого Селища були знайдені кам'яні знаряддя (скребки, різці та ножі для обробки продуктів мисливської здобичі, кремінні вістря стріл і списів тощо)[джерело?].
Як зазначає В. Паучок, назва села походить від того, що у Колодрубах рубали на дрова викорчуваний ліс[джерело?].
Найдавніша писемна згадка про село припадає на 1440 рік. У судовому записі від 5 грудня 1440 року львівський міщанин М. Гельмваз повернув Петру з Грімна його села: Колодруби, Лісневичі і Грімно[джерело?]. У витягах з люстраціі 1469 року йдеться, що воєвода Руського воєводства одержав від короля якісь монастирі в Колодрубах і Грімному[джерело?]. Як свідчить податковий реєстр 1515 року, селом володіли магнати Заславські і обробляли вони 12 ланів землі (лан — 20 гектарів)[джерело?].
Станом на 1578 р. Колодруби були у володінні подільського воєводи, а сільські сільськогосподарські землі зменшились до 8,5 лана і до середини сімнадцятого століття залишались на цьому рівні[джерело?]. 1648 року Колодруби були частково пограбовані татарськими загонами, через що наступного року з них було зібрано лише 34 золотих податку, про що свідчить присяга колодрубівських селян Івана Пришляка та Левка[джерело?].
Внаслідок першого поділу Польщі у 1772 році село опинилося у складі Австрійської імперії. Згідно з земельною метрикою села 1787 року поля в ньому займали 598 моргів, а луки та пасовиська — 611 моргів. Графові Лянцкоронському належало 407 моргів земельних угідь та весь ліс (291 морг)[джерело?]. Священик на рік збирав з селянського двору по 6 грошів та 2 гроші «на вино» для причащання та шість яєць.
У 1798 році в селі нараховувалося 108 сімей українського населення, а основними сільськогосподарськими культурами були жито й овес[джерело?].
Восени 1817 року у зв'язку з неврожаєм і голодом у Колодрубах почалося селянське заворушення. Управитель маєтків графа Лянцкоронського Ю. Рильський звернувся з проханням, щоб у село був доправлений загін з 20 солдатів, який придушив заворушення. 5 вересня 1818 року жителі Колодруб та сусідніх сіл Комарнівського ключа, уповноваженим від яких був Гринько Пилипів, подали скаргу до повітових властей про утиски з боку власника маєтку та його управителя, відмовляючись давати їм натуральні податки. Заворушення було придушено військами.
У грудні 1818 року селянські представники з Колодруб і сусідніх сіл домагались у властей паспорти з метою виїзду до Відня та подання скарги імператорові. Восени 1819 війська почали стягувати недоїмки, застосовуючи тілесні покарання. Восени 1820 року в селах Комарнівського ключа вибухнуло повстання, для придушення якого у селах було розквартировано ескадрон драгунів, ескадрон гусар та дві роти піхоти.
Навесні 1822 року селяни не мали посівного матеріалу. Після двох подань до імператора у Відні колодрубівський посол Гринь Пилипів був заарештований, і відсидів два тижні у тюрмі, після чого втік з села.
Взимку 1845 року в селі почалася епідемія мотилиці на велику ротату худобу[джерело?].
У 1880 році в Колодрубах проживало 979 чоловік, а пану Лянцкоронському належала половина всіх сільських лук і городів, третина пасовищ і весь ліс[джерело?].
У 1882 році було збудовано дерев'яну церкву св. Юрія[джерело?].
У селі була однокласна школа, де довгі роки вчителювали Григорій Лев та Степан Сеньків, які проводили в селі культурно-освітню роботу.
Перша світова війна призвела до застою на культурно-освітній ниві. Засноване напередодні війни товариство «Сокіл» перестало існувати, читальня «Просвіта» ледве животіла. Значна частина юнаків поповнила лави Українських Січових Стрільців. В селі за ініціативи священиків було організовано хор, Влітку 1919 року Західна Україна перейшла під владу Польщі. Селянські господарства у міжвоєнний період зазнавали складнощів через відсталість господарства та значні податки.
У вересні 1939 року у село ввійшла Червона Армія і вже 24 вересня в Колодрубах було створено селянський комітет. Було закрито читальню «Просвіти» і товариство «Сокіл», ліквідовано кооператив. У березні 1941 року 42 бідяцько-середняцькі господарства загнали в колгосп «ім. XVIII партз'їзду» (голова правління Ілько Андрушко)[джерело?], а тих хто чинив опір радянській владі, був задіяний в українському культурному житті, було заарештовано та відправлено до Сибіру.
29 червня в Колодруби вдерлися німецькі війська. З Колодруб на примусові роботи до Німеччини було вивезено 120 людей[джерело?]. За окупації було збережено колгосп та запроваджено натуральні податки на селянські господарства[джерело?].
У липні 1944 року на Миколаївщину повернулася радянська окупація. Десятки колодрубівчан були мобілізовані в радянську армію, 20 їх загинуло на фронті. Частина молоді, після повернення радянської влади, пішла до УПА, 30 з яких загинули, а їх родини було етаповано до Сибіру.
Восени 1949 року в Колодрубах організовано новий колгосп «ім. Щорса» (голова правління Михайло Гринчук), а за рік до нього загнали майже всіх селян. Поблизу Колодруб 3 квітня 1945 року було знищено загін УПА з 27 осіб, у тому числі 16 з Колодруб, через зраду одного з учасників ОУНівського підпілля.

## Населення

### Мова
Розподіл населення за рідною мовою за даними перепису 2001 року:
| Мова       | Кількість | Відсоток |
| ---------- | --------- | -------- |
| українська | 826       | 99.64%   |
| російська  | 2         | 0.24%    |
| німецька   | 1         | 0.12%    |
| Усього     | 829       | 100%     |

## Соціальна сфера
- ЗОШ
- Пошта
- Комплексний приймальний пункт
- Фельдшерсько-акушерський пункт
- Клуб
- Стадіон футбольного клубу "Космос" Колодруби
- Метало-прийомний пункт (ПП Федак)

## Транспорт
Село має автобусне сполучення з районним і обласним центрами.

## Релігія
В селі два храми — греко-католицький і православний.

## Пам'ятники
У 1995 р. в Колодрубах було освячено пам'ятник загиблим воякам УПА.

## Відомі люди
- Григорій Давид — активний політичний діяч ЗУНР, член УГА.
- Василь Світальський (1929-2014) - український громадський діяч у Владивостоці (Зелений Клин)
- Ганна Герман — політичний діяч, народний депутат, журналіст.

## Цікаві факти
У 1904 році Іван Франко у повісті «Батьківщина» так описав Колодруби:
|                            | ... село, положене на болотистій долині, серед лоз і очеретів, видалося мені страшенно нецікавим. Низенькі хати, низенькі плоти, коряві верби, чорні вільхи... - все те якось давило мою душу, навівало сум і нудоту... Таке мізерне, сумне, однотонне та нічим не визначне місце... Люди живуть на рівнині, яку часто заливає Дністер, серед багон і боліт, а на дорогах, які ведуть через їх села, болото, як кажуть, не висихає ніколи. |
| — Іван Франко, Батьківщина | |

у 2012 році сільське свято, присвячене 569 річниці заснування села, відвідала уродженка села Ганна Герман, спустившись з неба на вертольоті:
|                                              | Колодрубівці зустріли свою краянку зі змішаними почуттями. Для одних півгодинний візит Ганни Герман – велика честь, в інших її поява з неба викликала роздратування, вони називали це показухою. Поважні дядьки казали, що ліпше було б, якби гроші, що їх витратила Герман на гелікоптер, дали на ремонт сільських доріг… |
| — , Іван Фаріон, «Високий замок», 09.11.2012 | |

## Галерея

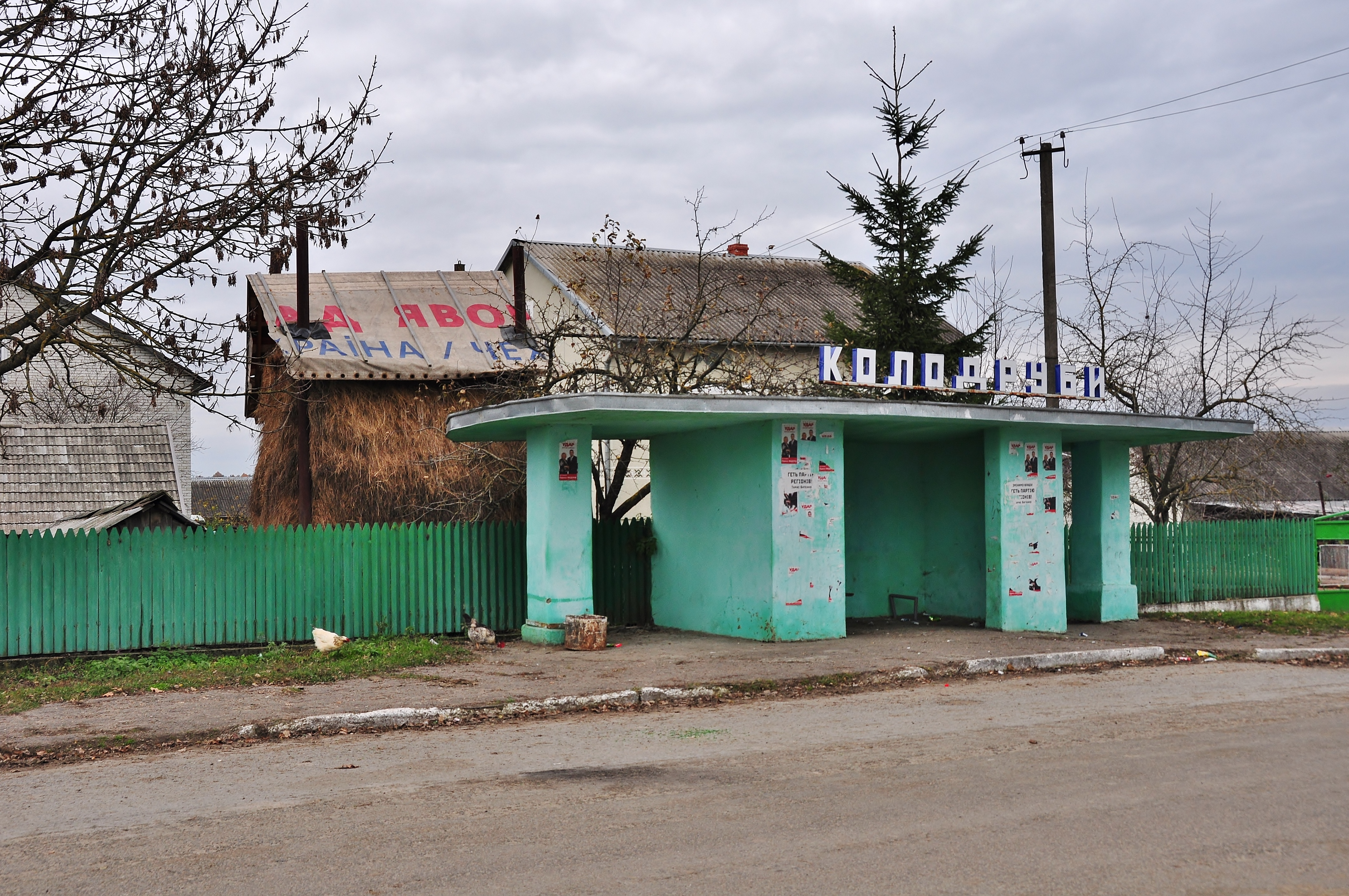
Автобусна зупинка
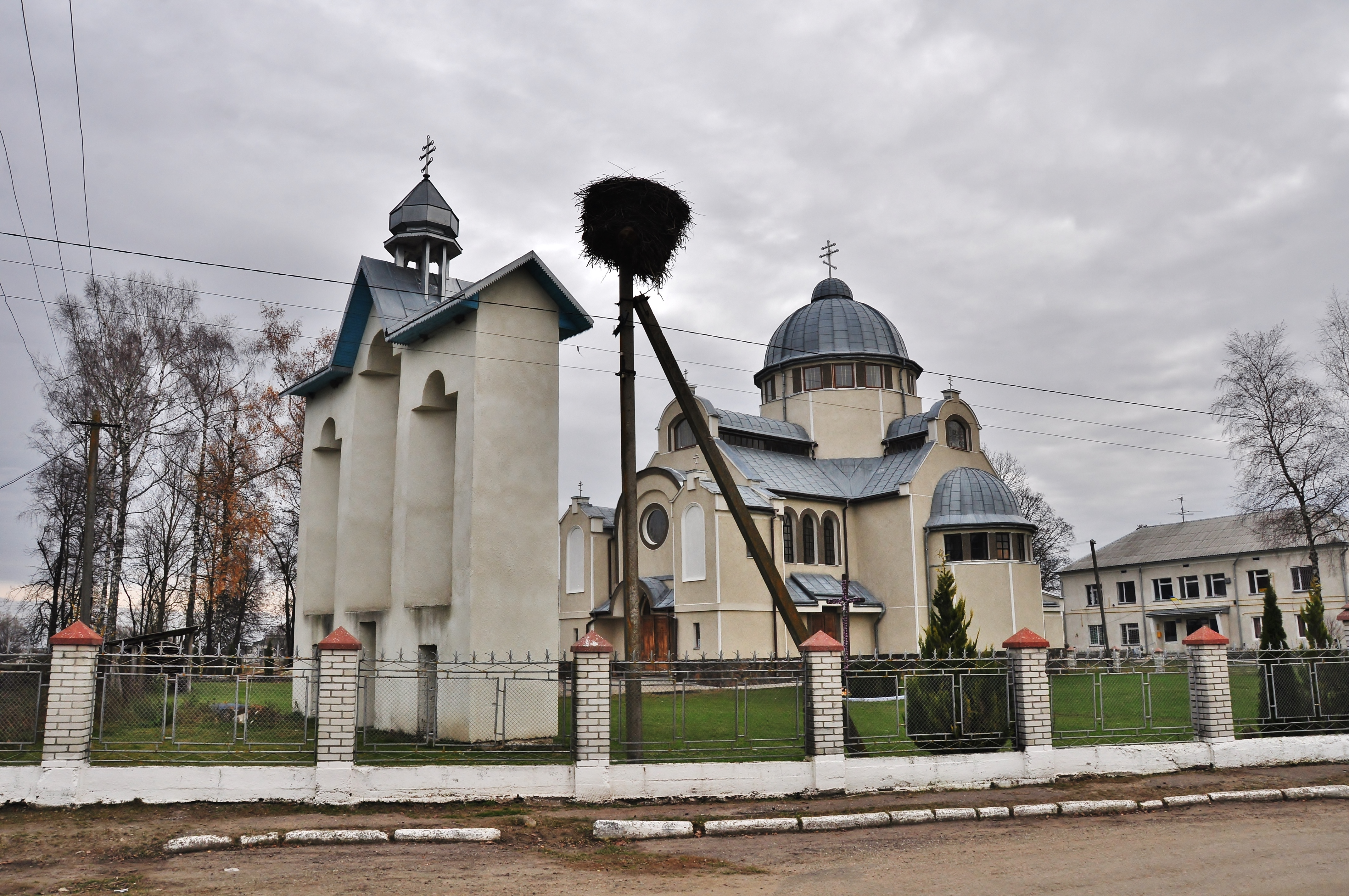
Православна церква Св. Юрія Побідоносця
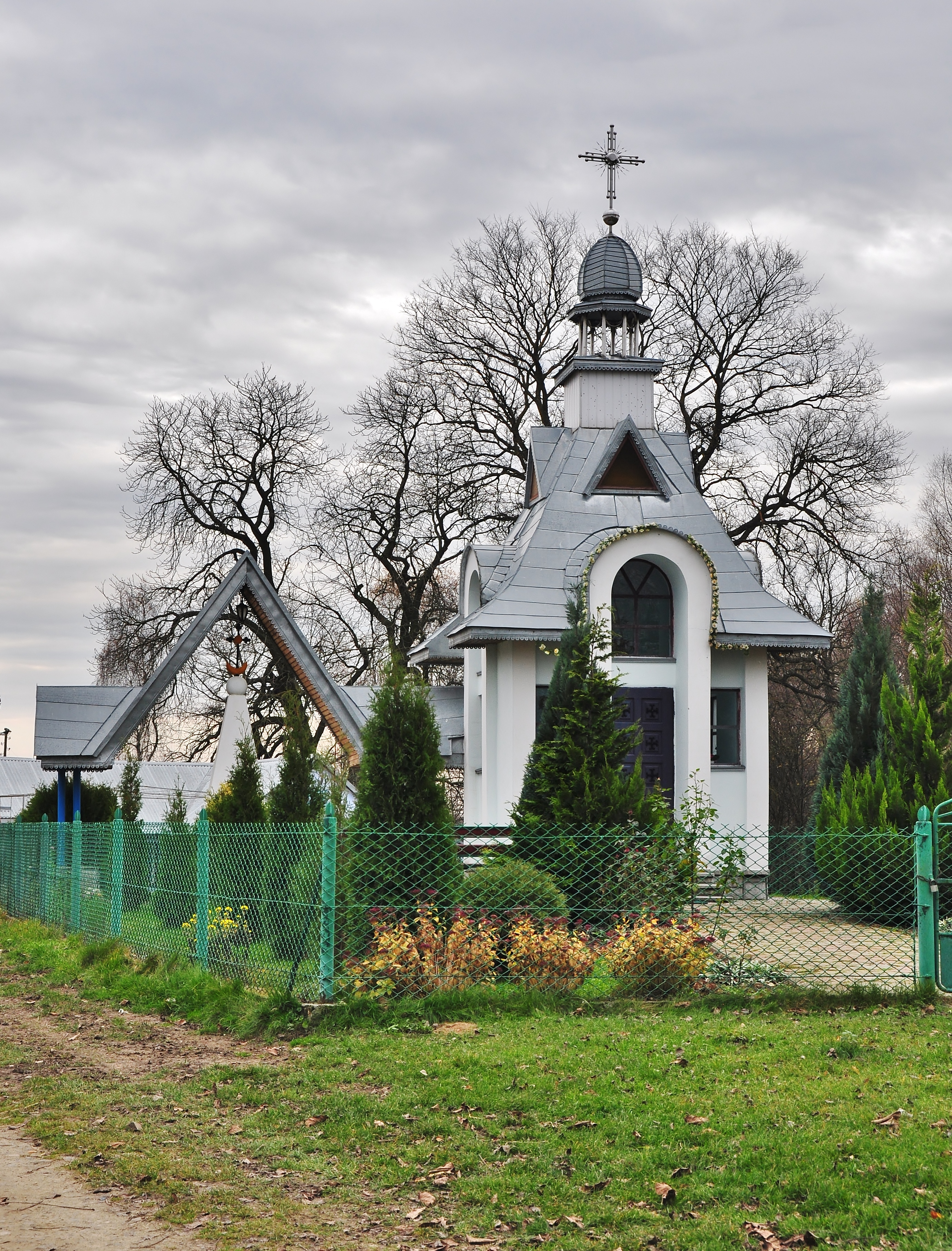
Каплиця
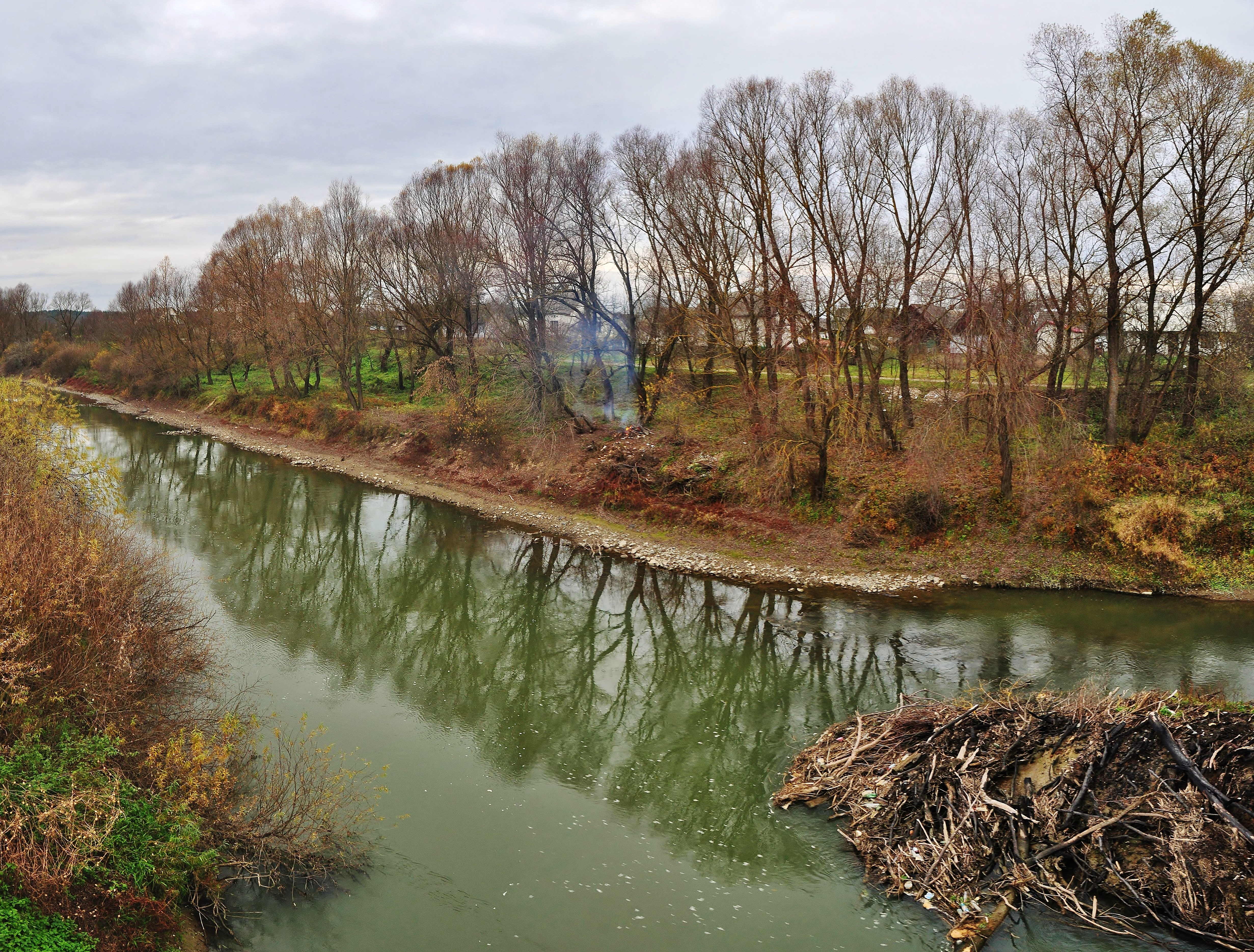
Дністер, вигляд з моста

| Україна | Це незавершена стаття з географії України. Ви можете допомогти проєкту, виправивши або дописавши її. |